# 독립한 중대성의 행위
독립한 중대성의 행위는 피상속인이 자신의 자산을 유언장을 수정하지 않고 다른 독립적인 사건이나 행위의 발생여부에 따라 자산 처분 방식을 바꿀 수 있게 하는 영미법상 원칙이다. 

## 사례
1. 갑이 유언에 자신의 재산을 자기가 운영하는 회사의 직원에게 남겼는데 후에 직원 몇 명을 해고하는 경우
2. 갑이 "내 자전거를 을에게 남긴다"하고 자전거를 세발자전거에서 BMX자전거로 바꾼 경우

## 참고 문헌
- 명순구, 현대미국신탁법, 세창출판사, 2005 ISBN 978-89-8411-124-0
- 임채웅 역, 미국신탁법 : 유언과 신탁에 대한 새로운 이해, 박영사, 2011 ISBN 978-89-6454-628-4